# Helena Dunicz
Helena Dunicz (Halina Opielka), später Dunicz-Niwińska oder Dunicz Niwińska (* 28. Juli 1915 in Wien; † 12. Juni 2018 in Krakau) war eine polnische Musikerin, Autorin, Übersetzerin und Holocaustüberlebende.

## Leben
Helena Dunicz wurde als Tochter des Staatsbeamten der Galizischen Kreditkasse (Lemberg) Józef Dunicz in Wien geboren. Eine Rückkehr der Familie nach Lemberg wurde nach dem Ende des Ersten Weltkriegs durch die Bolschewistische Revolution erschwert, aber letztendlich verbrachte Dunicz dann ihre Kindheit doch im nun ukrainischem Lemberg.
Der Vater war musikbegeistert und sorgte dafür, dass seine Kinder, Dunicz hatte noch zwei ältere Brüder, eine musikalische Ausbildung erhielten. In jungen Jahren war sie um 1930 auf einem Konzert von Alma Rosé, welche sie später im KZ Auschwitz wieder traf. Dunicz ging in Lemberg an das Konservatorium der Polnischen Musikgesellschaft, wo sie Violine erlernte. Erst mit der Eroberung der Ukraine durch die Deutschen verschlechterte sich die Situation der Familie. Im Oktober 1943 wurde Dunicz gemeinsam mit ihrer Mutter nach Auschwitz deportiert. Sie erhielt die Häftlings-Nr. 64118 und schloss sich dem Mädchenorchester von Auschwitz an. Hier freundete sie sich mit Zofia Czajkowska an. Bis zur Auflösung im Oktober 1944 spielte sie im Orchester Violine. Gemeinsam mit anderen Musikerinnen des Mädchenorchesters, u. a. mit Esther Bejarano, kam sie Anfang 1945 nach Ravensbrück in das Frauen-Konzentrationslager und anschließend bis Kriegsende nach Neustadt-Glewe. Hier erlebte sie die Befreiung des Konzentrationslagers durch die Rote Armee.
Nach dem Krieg wohnte Dunicz in Kraków.
2013 erschien ihr Erlebnisbericht Drogi mojego życia: wspomnienia skrzypaczki z Birkenau (ins Deutsche übersetzt: Wege meines Lebens: Erinnerungen einer Geigerin aus Birkenau). Dieser erschien auch in weiteren Sprachen, u. a. auf Japanisch. Im gleichen Jahr entstand auf ihre Initiative hin die CD Chopin in Birkenau, welche die Stücke des Orchesters im Jahr 1944 unter der Dirigentin Alma Rosé wiedergibt.